# Gorica na Medvedjeku
Gorica na Medvedjeku je naselje v občini Trebnje. Ustanovljeno je bilo leta 2013 z odcepitvijo dela Martinje vasi.